# Æthelberht Kentský
Æthelberht (/ ˈæθəlbərt /; asi 550 – 24. února 616), také Æthelbert, Aethelberht, Aethelbert nebo Ethelbert, staroanglicky: Æðelberht [ˈæðelberxt], byl králem Kentu asi od roku 589 až do své smrti. Mnich Beda Ctihodný ho ve svém díle Historia ecclesiastica gentis Anglorum z 8. století zmiňuje jako třetího krále, který držel imperium nad jinými anglosaskými královstvími. Na konci 9. století o něm Anglosaská kronika hovoří jako o bretwaldovi, neboli „vládci Británie“. Byl prvním anglickým králem, který konvertoval ke křesťanství.
Æthelberht byl synem kentského krále Eormenrika, jehož byl podle Anglosaské kroniky Æthelberht nástupcem coby král Kentu. Oženil se s Berthou, křesťanskou dcerou franského krále Chariberta, čímž vytvořil spojenectví s nejmocnějším státem v tehdejší západní Evropě. Sňatek se pravděpodobně uskutečnil před Æthelberhtovým nástupem na trůn. Berthin vliv zřejmě vedl k rozhodnutí papeže sv. Řehoře I. vyslat benediktinského mnicha sv. Augustina coby misionáře z Říma. Augustin přistál na ostrově Thanet ve východním Kentu v roce 597. Krátce nato král Æthelberht konvertoval ke křesťanství, budoval kostely a v království započal s christianizací v širším měřítku. Poskytl nové církvi pozemky v Canterbury, čímž položil jeden ze základních kamenů toho, co se nakonec stalo Anglikánským společenstvím.
Nejstarší zákoník napsaný v jakémkoli germánském jazyce, Æthelberhtův zákoník, zavedl pro Kent složitý systém pokut. Zákoník se uchoval ve středověkém rukopise kodexu Textus Roffensis. Kent byl bohatý, měl silné obchodní vazby na kontinent a Æthelberht zřejmě zavedl královskou kontrolu nad obchodem. Během jeho vlády pravděpodobně začaly v Kentu poprvé od začátku anglosaského osídlení obíhat mince. Později byl prohlášen za svatého za svou roli při šíření křesťanství mezi Anglosasy. Jeho svátek původně připadal na 24. únor, ale byl změněn na 25. únor.

## Historický kontext

Anglosaská Anglie v době nástupu Æthelberhta na trůn Kentu

V 5. století nájezdy na Británii ze strany kontinentálních etnik přerostly v regulérní migraci. K přistěhovalcům patřili Anglové, Sasové, Jutové a Frísové, a existují důkazy ještě o dalších etnických skupinách. Tyto skupiny obsadily území na východě a jihu Anglie. Na konci 5. století ale vítězství Britonů v bitvě u Mount Badon (Mons Badonicus) zastavilo anglosaský postup na padesát let. Nicméně asi od roku 550 začali Britoni ztrácet svá území znovu, takže během 25 let byla kontrola nad téměř celou jižní Anglií v rukách útočníků.
Anglosasové pravděpodobně dobyli Kent ještě před bitvou u Mount Badon. Existují jak textové, tak archeologické důkazy, že Kent byl především kolonizován Juty z jižní části Jutského poloostrova. Podle legendy přistáli v Kentu bratři Hengist a Horsa v roce 449 jako žoldnéři britonského krále Vortigerna. Po vzpouře kvůli žoldu a Horsově smrti v bitvě založil Hengist království Kent. Někteří historici se domnívají, že základní příběh vzpoury žoldnéřů může být pravdivý, a většina nyní datuje založení království Kent do poloviny 5. století, což je v souladu s legendou.Toto rané datum jen několik desetiletí po odchodu Římanů také naznačuje, že pod anglosaskou nadvládou možná v Kentu přežilo více římské civilizace než v jiných oblastech.
Hlavním rysem anglosaské politiky byl hegemonismus, který započal již před Æthelberhtovou dobou. Někteří králové byli nazýváni hegemony až do 9. století. Anglosaská invaze zřejmě vyžadovala vojenskou koordinaci různých skupin útočníků s vůdcem, který nad mnoha různými skupinami měl moc. Takovým vůdcem mohl být i král Jižních Sasů Ælle. Jakmile se začaly formovat nové státy, začaly i konflikty mezi nimi. Tribut od závislých mohl vést k bohatství. Slabší stát také mohl požádat o ochranu silnějšího souseda před válkychtivým třetím státem nebo za ni zaplatit.
Mezi prameny pro toto období kentské historie patří latinsky psané dílo Historia ecclesiastica gentis Anglorum z roku 731, jehož autorem je northumbrijský mnich Beda Ctihodný. Beda Ctihodný se ve svém díle zajímal především o christianizaci Anglie. Protože byl Æthelberht prvním anglosaským králem, který konvertoval ke křesťanství, uvádí o něm Beda Ctihodný daleko více informací než o kterémkoli dřívějším králi. Jedním ze zdrojů Bedy Ctihodného byla korespondence s opatem kláštera sv. Petra a Pavla v Canterbury (následně přejmenovaného na sv. Augustina) Albinem. Anglosaská kronika, sbírka letopisů shromážděných kolem roku 890 v království Wessex, zmiňuje několik událostí v Kentu během Æthelberhtovy vlády. Další zmínka o událostech v Kentu se nalézá v historii Franků galořímského historika sv. Řehoře z Tours z konce 6. století. Je to nejranější zachovaný zdroj, který zmiňuje jakékoliv anglosaské království. Některé z dopisů papeže Řehoře Velikého se týkají misie sv. Augustina v Kentu v roce 597. Tyto dopisy také zmiňují stav Kentu a jeho vztahy se sousedy. K dalším zdrojům patří královské seznamy kentských králů a rané listiny (pozemkové dary králů svým stoupencům nebo církvi). Ačkoliv se žádné originály z doby Æthelberhtova panování nedochovaly, existují pozdější opisy. Z doby Æthelberhtovy vlády se dochoval také zákoník.

## Rodinný původ, nástup na trůn a chronologie
Podle Bedy Ctihodného pocházel král Æthelberht v přímé linii od Hengista a uvádí jeho rodokmen takto: „Ethelbert byl synem Irminrika, syna Octy, a po jeho dědečkovi Oerikovi, příjmením Oisc, jsou králové Kentu obyčejně známí jako Oiscingovci. Otcem Oerika byl Hengist.“ Alternativní verzi této genealogie zaznamená mimo jiné historické dílo Historia Brittonum, které prohazuje pozice Octy a Oiska v rodokmenu. První ze jmen, které lze s přiměřenou důvěrou uvést jako historické, je jméno Æthelberhtova otce, jež se nyní obvykle hláskuje coby Eormenric. Jediný přímý písemný odkaz na Eormenrika je v kentských genealogiích. Řehoř z Tours zmiňuje, že Æthelberhtův otec byl králem Kentu, ale neuvádí žádné datum. Eormenrikovo jméno napovídá spojení s královstvím Franků za Lamanšským průlivem. Element „Eormen“ byl vzácný ve jménech anglosaské aristokracie, ale mnohem běžnější mezi franskými šlechtici. Známe dalšího člena Æthelberhtovy rodiny, a sice jeho sestru Ricole, kterou zaznamená Beda Ctihodný i Anglosaská kronika coby matku krále Východních Sasů Sæberhta.
Data Æthelberhtova narození i nástupu na trůn Kentu jsou obě předmětem debaty. Předpokládá se, že nejčasnější zdroj dat Beda Ctihodný získal své informace z korespondence s opatem Albinem. Beda Ctihodný konstatuje, že když král Æthelberht v roce 616 zemřel, vládl padesát šest let, z čehož vychází jeho nástup na trůn v roce 560. Beda Ctihodný také říká, že král Æthelberht zemřel dvacet jedna let po svém křtu. Víme, že Augustinova misie dorazila z Říma v roce 597 a podle Bedy Ctihodného to byla tato misie, která krále Æthelberhta obrátila na víru. Bedova data jsou tedy nekonzistentní. Jiný důležitý zdroj pro raná data, Anglosaská kronika, je s Bedou Ctihodným v rozporu a také má nesrovnalosti mezi svými různými verzemi rukopisů. Když shrneme různá data uvedená v Anglosaské kronice pro narození, smrt a délku panování, zdá se, že Æthelberhtova vláda byla uvažována buď mezi roky 560–616 nebo 565–618, ale že dochované zdroje obě tradice zamlžily.
Je možné, že Æthelberht konvertoval ke křesťanství ještě před Augustinovým příjezdem. Æthelberhtova manželka byla křesťankou a přivedla si s sebou franského biskupa, aby za ní docházel ke dvoru, takže Æthelberht mohl mít povědomost o křesťanství dříve, než Augustinova misie dorazila do Kentu. Je také možné, že Beda Ctihodný uvedl špatně datum Æthelberhtovy smrti. Jestliže ve skutečnosti král Æthelberht zemřel v roce 618, souhlasilo by to s jeho křtem v roce 597, což je v souladu s tradicí, že sv. Augustin obrátil krále Æthelberhta na víru do jednoho roku od svého příjezdu.
Řehoř z Tours ve svém díle Historia Francorum píše, že se Bertha, dcera krále Franků Chariberta, vdala za syna krále Kentu. Beda Ctihodný říká, že Æthelberht přijal Berthu „od jejích rodičů“. Pokud budeme Bedu Ctihodného interpretovat doslova, svatba by se musela uskutečnit před rokem 567, kdy král Charibert zemřel. Výše uvedené výpočty začátku Æthelberhtovy vlády by tedy znamenaly, že se Æthelberht oženil s Berthou před rokem 560 nebo před rokem 565.
Extrémní délka Æthelberhtovy vlády byla historiky také vnímána skepticky. Je navrhován výklad, že král Æthelberht zemřel v šestapadesátém roce svého života, spíše než v šestapadesátém roce svého panování. To by znamenalo přibližně rok 560 coby rok jeho narození, ale potom by se nemohl oženit dříve než v polovině 70. let 6. století. Podle Řehoře z Tours byl Charibert již králem, když se oženil s Berthinou matkou Ingobergou, která toto manželství nemohla uzavřít dříve než roku 561. Je proto nepravděpodobné, že by se Bertha vdala mnohem dříve než kolem roku 580. Tato pozdější data pro sňatek Berthy a Æthelberhta také řeší další možný problém: Æthelberhtova dcera Æthelburg se zdá být pravděpodobně Berthiným dítětem, ale při použití dřívějších dat by Bertha měla asi šedesát let v době pravděpodobného Æthelburžina data narození.
Řehoř z Tours však také říká, že se domnívá, že Ingoberze bylo v roce 589 sedmdesát let. Jenže to by jí bylo asi čtyřicet let, když se provdala za Chariberta. To je sice možné, ale nezdá se jako pravděpodobné, zvláště když Charibert zřejmě preferoval mladší ženy, opět dle záznamu Řehoře z Tours. Pro Berthu by to znamenalo dřívější datum narození. Na druhé straně Řehoř z Tours Æthelberhta v době jeho sňatku s Berthou zmiňuje jednoduše jako „muže z Kentu" a v pasáži k roku 589 týkající se Ingoberžiny smrti, která byla napsána asi v roce 590 nebo 591, Æthelberhta zmiňuje jako „syna krále Kentu“. Pokud to neodráží jenom Řehořovu neznalost kentských záležitostí, což se zdá nepravděpodobné vzhledem k úzkým vazbám mezi Kentem a Franky, pak někteří tvrdí, že Æthelberhtova vláda nemohla začít před rokem 589.
I když všechny rozpory sladit nelze, nejpravděpodobnější data, která mohou být získána z dostupných údajů, kladou Æthelberhtovo narození přibližně do roku 560 a jeho sňatek s Berthou snad do roku 580. Jeho panování s největší pravděpodobností započalo v roce 589 nebo 590.

## Úřad krále Kentu
Pozdní historie Kentu dává jasný důkaz o systému sdíleného královského úřadu, kdy království je rozděleno na východní Kent a západní Kent, i když v zásadě zřejmě existoval král dominantní. Tento důkaz je méně jasný pro rané období, ale existují rané listiny, zřejmě padělané, které nicméně naznačují, že král Æthelberht vládl jako spolukrál se svým synem Eadbaldem. Je možné, že Æthelberht byl králem východního Kentu a Eadbald se stal králem Kentu západního. Král východního Kentu se zdá být v pozdní historii Kentu obecně dominantním panovníkem. Bez ohledu na to, zda se Eadbald stal spolukrálem spolu s Æthelberhtem, není pochyb o tom, že král Æthelberht vykonával moc nad celým královstvím. 
Rozdělení na dvě království má pravděpodobně svůj původ v 6. století. Východní Kent patrně dobyl Kent západní a zachoval zde instituce královské moci na úrovni „podkrálovství“. V anglosaské Anglii to byl běžný systém, když silnější království absorbovala své slabší sousedy. Neobvyklým rysem kentského systému bylo, že pouze synové králů, zdá se, mohli legitimně uplatňovat nárok na trůn v „podkrálovství“, i když jakýkoliv svár o posloupnost to nevylučovalo.
Hlavními městy obou království byl Rochester pro západní Kent a Canterbury pro Kent východní. Sv. Beda Ctihodný netvrdí, že král sv. Æthelberht měl svůj palác v Canterbury, ale odkazuje na Canterbury coby na Æthelberhtovu „metropoli“, a je jasné, že bylo Æthelberhtovým sídlem.

## Vztahy s Franky

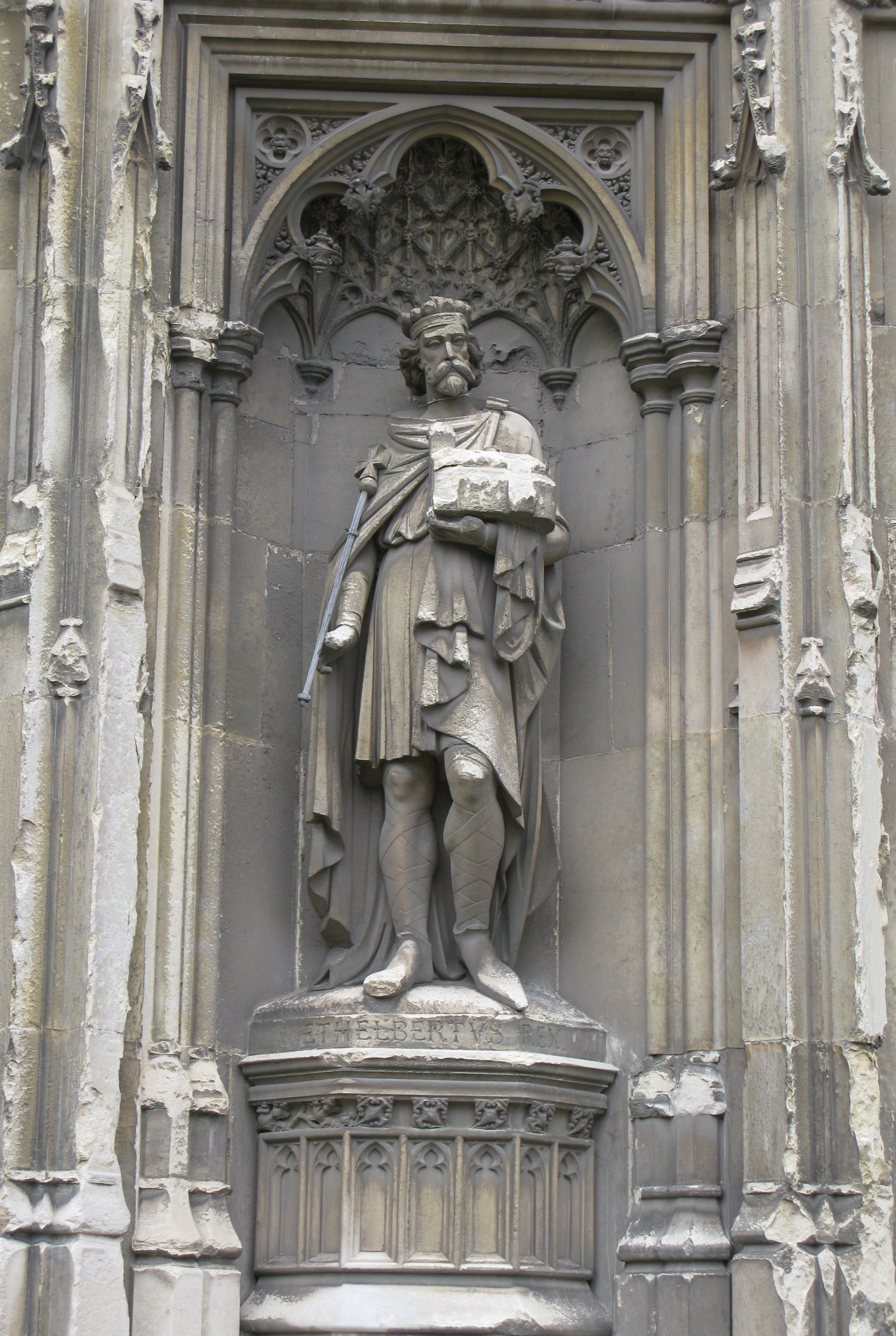
Socha krále Æthelberhta v katedrále v Canterbury

Existuje mnoho náznaků o úzkých vztazích mezi královstvím Kent a Franky. Æthelberhtův sňatek s Berthou určitě propojil oba královské dvory, i když ne jako rovnoprávné entity: Frankové považovali Æthelberhta za „podkrále“. Neexistuje žádný záznam o tom, že by král Æthelberht někdy přijal kontinentálního krále jako svého hegemona, a v důsledku toho jsou historici rozděleni ohledně skutečné povahy tohoto vztahu. Důkazy o jasné franské nadvládě nad Kentem pocházejí z dopisu papeže Řehoře Velikého burgundskému králi Theuderichovi II. sídlícímu v Orleánu a austrasijskému králi Theudebertovi II. sídlícímu v Métách. Dopis se týkal Augustinovy mise v Kentu v roce 597 a papež Řehoř Veliký v něm říká, že věří, „že si přejete, aby vaši poddaní v každém ohledu přijali tu víru, kterou vyznáváte vy, jejich králové a pánové“. Je možné, že se jedná spíše o papežský kompliment než o popis vztahu mezi dvěma královstvími. Existuje také výklad, že Berthin kaplan Liudhard byl zamýšlen jako zástupce franské církve v Kentu, což také lze interpretovat jako důkaz hegemonie.
Možným důvodem ochoty Franků spojit se s kentským dvorem je skutečnost, že franský král Chilperich I. je zmiňován, že si v polovině 6. století podrobil lid známý jako Euthiones. Pokud byli tito lidé kontinentálními zbytky jutských nájezdníků na Kent, což se zdá pravděpodobné ze jména tohoto lidu, mohl být sňatek zamýšlen jako sjednocující politický krok znovuspojující různé větve stejného lidu. Další pohled na toto manželství lze získat s ohledem na to, že Æthelberht pravděpodobně ještě nebyl králem v době, kdy se s Berthou oženil. Je možné, že franská podpora získaná manželstvím byla nápomocna při získání trůnu.
Bez ohledu na politický vztah mezi králem Æthelberhtem a Franky existuje dostatek důkazů o silných vazbách přes kanál La Manche. Mezi Kentem a Franky kvetl obchod s přepychovými předměty a k nalezeným pohřebním artefaktům patří oblečení, nápoje a zbraně, které odrážejí franský kulturní vliv. V kentských hrobech nalézáme větší šíři dováženého zboží než na pohřebištích v sousedních anglosaských regionech, což nepřekvapuje vzhledem ke snadnějšímu přístupu Kentu k obchodu přes Lamanšský průliv. Navíc pohřební výbava nalezená v kentských hrobech je bohatší a početnější, což naznačuje materiální bohatství pocházející z tohoto obchodu. Lze si také povšimnout franských vlivů v sociální a agrární organizaci Kentu. Ve způsobu pohřbívání mohou lze vysledovat i další kulturní vlivy, takže není nutné předpokládat, že v Kentu došlo k přímé kolonizaci Franky.

## Vzestup k hegemonii

### Bretwalda

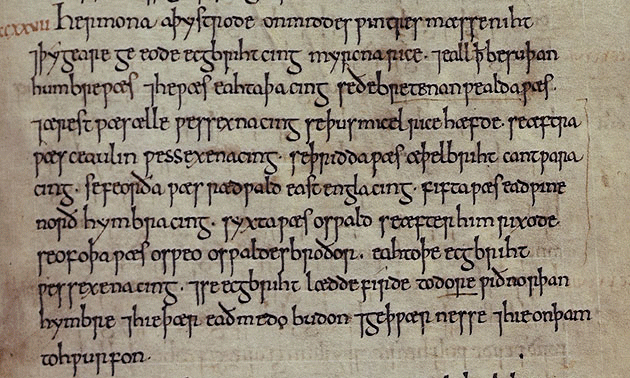
Záznam pro rok 827 v rukopisu [C] Anglosaské kroniky (jeden ze dvou Abingdonských rukopisů) se seznamem osmi bretwaldů; Æthelberhtovo jméno, napsané „Æþelbriht“, je předposlední slovo v pátém řádku.

Ve své Historia ecclesiastica gentis Anglorum uvádí Beda Ctihodný seznam sedmi králů, kteří drželi „imperium“ nad ostatními královstvími jižně od řeky Humber. Jeho termín „imperium“ se obvykle překládá jako „hegemonie“. Beda Ctihodný jmenuje krále Æthelberhta jako třetího na seznamu po sussexském králi Ælleovi a wessexském králi Ceawlinovi. Anonymní analista, který sepsal jednu z verzí Anglosaské kroniky, zopakoval Bedův seznam sedmi králů v proslulém záznamu k roku 827 s jedním dalším králem navíc, a sice wessexským králem Ecgberhtem. Anglosaská kronika také zaznamenává, že tito králové měli titul „bretwalda“ neboli „vládce Británie“. Přesný význam termínu bretwalda je předmětem mnoha debat. Byl vykládán jako termín „chvalořečnické poezie“, ale existuje také důkaz, že titul představoval určitou roli vojenského vůdcovství.
Předchozí bretwalda, král Ceawlin, je Anglosaskou kronikou zmiňován jako bojující s králem Æthelberhtem v roce 568. Zápis uvádí, že král Æthelberht bitvu prohrál a byl zahnán zpět do Kentu. Datování záznamů týkajících se Západních Sasů v této části Anglosaské kroniky je považováno za nespolehlivé a nedávná analýza naznačuje, že Ceawlinovo panování spadá s větší pravděpodobností přibližně do let 581–588, spíše než do let 560–592 uvedených v Anglosaské kronice. Bitva se odehrála na Wibbandunu, což lze přeložit jako „Wibbova hora“. Místo, kde se nacházel Wibbandun, nebylo s určitostí identifikováno.
V určitém okamžiku přestal držet titul bretwalda král Ceawlin, možná po své porážce od Britonů v bitvě u Fethan leag (snad vesnice Stoke Lyne v současném hrabství Oxfordshire), kterou Anglosaská kronika datuje k roku 584, asi osm let předtím, než byl král Ceawlin sesazen v roce 592 (znovu při použití nespolehlivého datování Anglosaské kroniky). Král Æthelberht byl rozhodně dominantním vládcem roku 601, když mu papež Řehoř Veliký napsal. Řehoř Veliký ve svém listu nabádá krále Æthelberhta, aby šířil křesťanství mezi jemu poddanými králi a národy, což naznačuje určitou míru nadvlády. Pokud byla bitva o Wibbandun vybojována kolem roku 590, jak již bylo naznačeno, musel král Æthelberht v 90. letech 6. století získat svou pozici hegemona. Toto datování pro Wibbandun je mírně neslučitelné s navrhovanými roky 581–588 pro Ceawlinovu vládu, ale tyto údaje nejsou považovány za přesné, pouze za nejpravděpodobnější vzhledem k dostupným datům.

### Vztahy s jinými královstvími
Kromě tvrzení v Anglosaské kronice, že králi Æthelberhtovi byl udělen titul bretwalda, existují důkazy o jeho nadvládě nad několika jižními královstvími heptarchie. Nad královstvím Essex byl král Æthelberht zřejmě schopen uplatňovat svou autoritu krátce po roce 604, když jeho intervence pomohla při křesťanské konverzi jeho synovce, essexského krále Sæberhta. Byl to král Æthelberht, a ne král Sæberht, kdo stavěl a obdaroval kostel sv. Pavla v Londýně v místě, kde nyní stojí katedrála sv. Pavla. Další důkaz poskytuje Beda Ctihodný, který výslovně líčí krále Æthelberhta coby hegemona nad králem Sæberhtem.
Beda Ctihodný popisuje Æthelberhtův vztah s králem Východní Anglie Rædwaldem v pasáži, jejíž smysl není zcela jasný. Zdá se naznačovat, že si Rædwald zachoval ducatus neboli vojenskou kontrolu nad svým lidem, i když král Æthelberht držel imperium. To znamená, že být bretwaldou obvykle představovalo vojenskou kontrolu nad jinými královstvími, a také to bylo víc než jenom to, protože král Æthelberht je bretwalda navzdory Rædwaldově kontrole nad svými vlastním vojskem. Král Rædwald konvertoval ke křesťanství během pobytu v Kentu, ale nezřekl svého pohanského přesvědčení. Tento fakt spolu se skutečností, že si král Rædwald zachoval vojenskou nezávislost, znamená, že Æthelberhtovo vládnutí nad Východní Anglií bylo mnohem slabší než jeho vliv na Východní Sasy. Alternativní interpretace se však opírá o pasáž u Bedy Ctihodného, která by mohla být přeložena jako „Rædwald, král Východních Anglů, jenž během Æthelberhtova života mu dokonce přiznal vojenskou kontrolu nad svým lidem“. Jestliže to Beda Ctihodný myslel takto, potom byla Východní Anglie pevně pod Æthelberhtovou nadvládou.
Neexistuje žádný důkaz, že by Æthelberhtův vliv v jiných královstvích stačil, aby přiměl konvertovat jakékoliv jiné krále ke křesťanství, i když je to částečně kvůli nedostatku zdrojů. Kupříkladu o historii Sussexu není nic známo po téměř celé 7. a 8. století. Avšak král Æthelberht byl schopen zorganizovat schůzku v roce 602 v údolí řeky Severn na severozápadních hranicích Wessexu, což může naznačovat nejzazší rozsah jeho vlivu na západě. [32] Nemáme žádné důkazy, které by ukazovaly na kentskou nadvládu nad Mercií, ale víme, že království Mercie byla nezávislé na Northumbrii, takže je dost dobře možné, že bylo pod kentskou dominancí.

## Augustinova misie a počátky christianizace

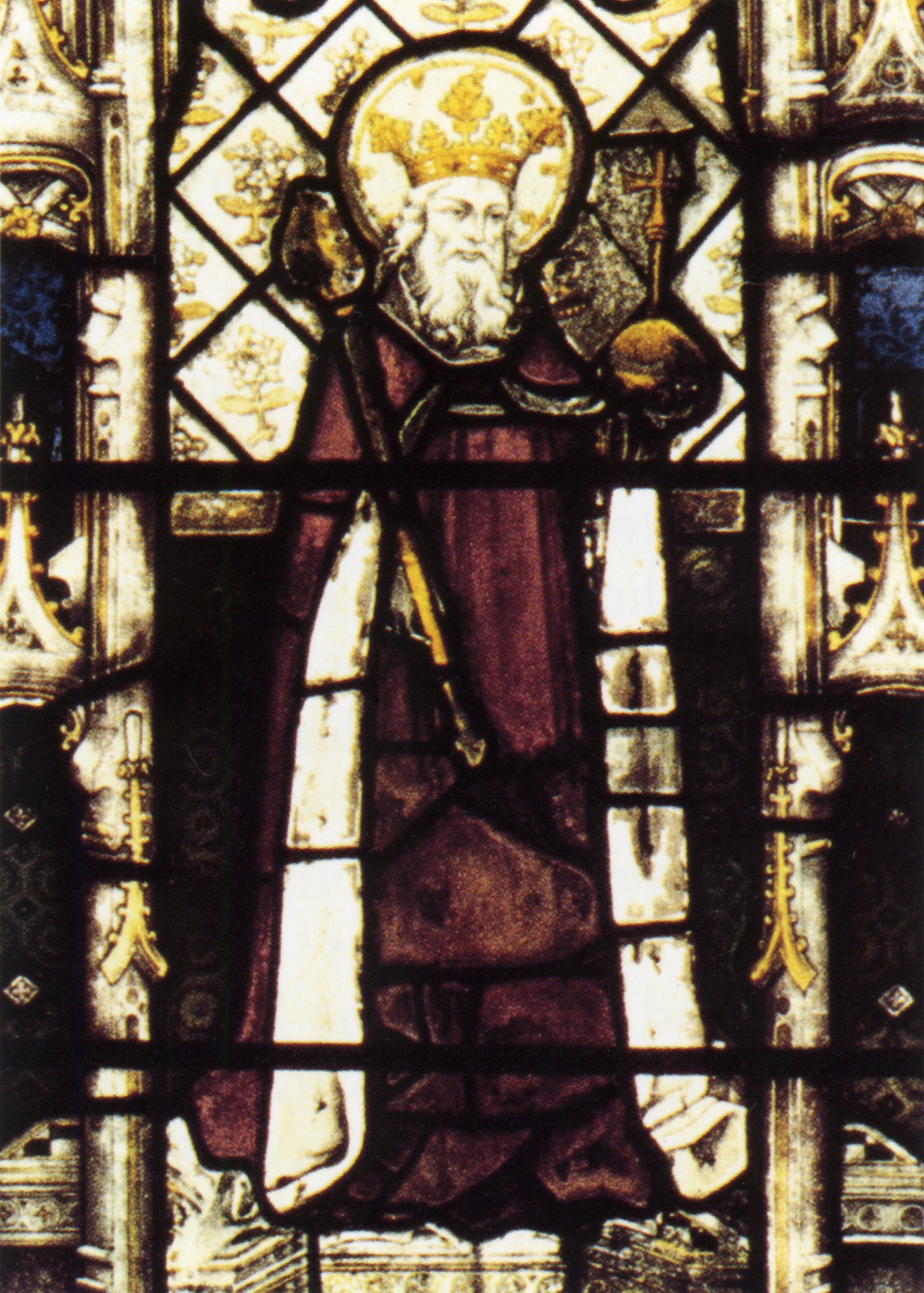
Vitráž s králem Æthelberhtem z kaple All Souls College v Oxfordu

Původní obyvatelé Británie během římské nadvlády konvertovali ke křesťanství. Anglosaská invaze oddělila britskou církev od evropského křesťanství na celá staletí. Proto církev v Římě neměla v Británii žádného svého zástupce ani autoritu. Ve skutečnosti věděl Řím o britské církvi tak málo, že netušil nic o rozkolu v křesťanských zvyklostech. Král Æthelberht však mohl mít určité povědomí o římské církvi od své franské manželky Berthy, která s sebou přes Lamanšský průliv přivedla biskupa Liudharda jako svého kaplana, a pro něhož král Æthelberht postavil kapli dedikovanou sv. Martinovi z Tours.
Papež Řehoř Veliký vyslal do Anglie v roce 596 převora kláštera sv. Ondřeje v Římě Augustina coby misionáře. Skupina téměř čtyřiceti mnichů vedená Augustinem v roce 597 přistála na kentském ostrově Thanet. Podle Bedy Ctihodného byl král Æthelberht tak nedůvěřivý vůči nově příchozím, že trval na setkání s nimi pod širým nebem, aby jim zabránil v provádění čarodějnictví. Mniši udělali na krále dojem, ale ten nekonvertoval okamžitě. Souhlasil, že umožní misii usadit se v Canterbury a dovolí jim kázat.
Není známo, kdy se král Æthelberht stal křesťanem. I přes Bedovo vyprávění je možné, že král byl křesťanem již před příchodem Augustinovy misie. Je pravděpodobné, že jeho žena Bertha a biskup Liudhard naléhali na krále Æthelberhta před příjezdem misie, aby zvážil možnost stát se křesťanem, a je také pravděpodobné, že podmínkou Æthelberhtova sňatku s Berthou bylo, že Æthelberht bude uvažovat o přijetí křesťanské víry. Konverze prostřednictvím vlivu franského dvora by však byla vnímána jako explicitní uznání franské nadvlády, takže je možné, že Æthelberhtovo otálení a odkládání konverze, dokud ji nebylo možné dosáhnout pomocí římského vlivu, mohlo být stvrzením jeho nezávislosti na franské kontrole. Tvrdilo se také, že Augustinovo váhání (obrátil se na Řím a požádal, aby byl misie zproštěn) je známkou toho, že král Æthelberht byl pohan v době, kdy byl Augustin vyslán.
Nejpozději musel Æthelberht konvertovat před rokem 601, protože toho roku mu papež Řehoř Veliký píše coby křesťanskému králi.  Stará tradice zaznamenává, že král Æthelberht konvertoval 1. června, v létě toho roku, kdy dorazil Augustin. Díky Æthelberhtovu vlivu konvertoval také král Essexu Sæberht, ale účinnost misie byla omezená. Celý kentský dvůr ke křesťanské víře nepřestoupil: Æthelberhtův syn a dědic Eadbald byl při svém nástupu na trůn pohanem. Král Východní Anglie Rædwald konvertoval pouze částečně (zřejmě na Æthelberhtově dvoře) a zachoval pohanskou svatyni vedle nového křesťanského oltáře. Augustin byl také neúspěšný ve svém úsilí získat loajalitu britského duchovenstva.

## Zákoník

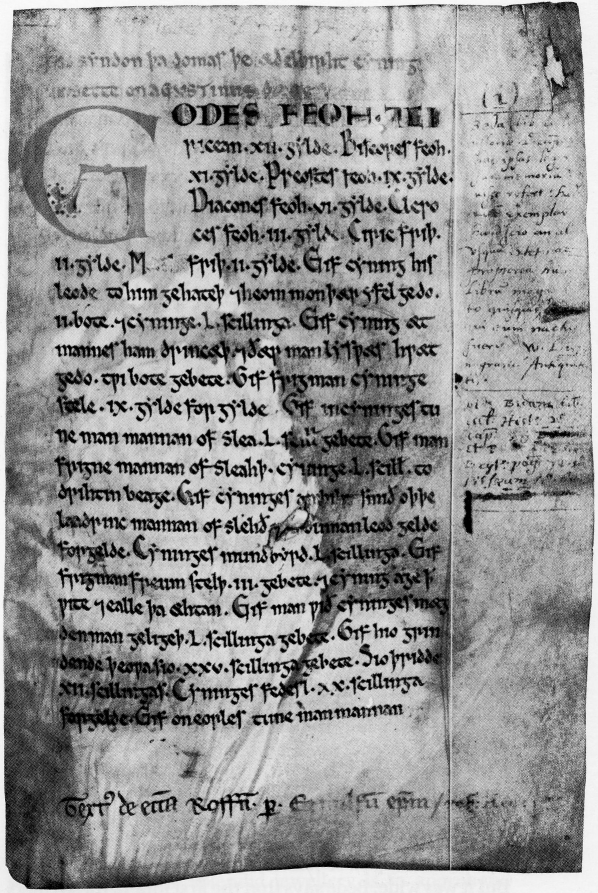
První strana rukopisu Æthelberhtova zákoníku ze 12. století

Po určité době od příchodu Augustinovy misie, snad v roce 602 nebo 603, vydal král Æthelberht zákoník o devadesáti částech. Tyto zákony jsou zdaleka nejstarším dochovaným zákoníkem sepsaným v kterékoliv germánské zemi a byly téměř jistě mezi prvními dokumenty napsanými v staroangličtině, protože s Augustinovou misií přišla do Anglie gramotnost. Zákoník se dochoval pouze v jediném dochovaném raném rukopisu, kterým je Textus Roffensis, jenž pochází z 12. století a je v současné době uchován v Medway Studies Centre v kentském městě Strood. Æthelberhtův zákoník odkazuje na církev v úplně prvním bodu, který vyčísluje kompenzace požadované za majetek biskupa, jáhna, kněze atd. Celkově se ale zdá být zákoník jako pozoruhodně neovlivněný křesťanskými pravidly. Beda Ctihodný sice prohlašoval, že byl sestaven „po římském způsobu“, ale i římský vliv je v něm sotva rozeznatelný. V rovině předmětu práva byly Æthelberhtovy zákony porovnávány s franským zákoníkem Lex Salica, ale nezdá se být důvod k domněnce, že by král Æthelberht založil svůj nový zákoník na jakémkoli konkrétním předchozím modelu.
Zákony se týkají stanovení a vymáhání sankcí za přestupky na všech úrovních společnosti. Tvrdost pokuty závisela na společenském postavení oběti. Král měl finanční zájem na vymáhání sankcí, neboť v mnoha případech mu část pokut připadla. Král byl ale také zodpovědný za právo a pořádek, a vynucování pravidel o náhradě za způsobenou újmu namísto krevní msty bylo součástí způsobu, jakým si král udržoval kontrolu. Æthelberhtovy zákony jsou zmiňovány wessexským králem Alfrédem Velikým, když sestavil svůj vlastní zákoník, přičemž využil předchozí zákoníky sepsané králem Æthelberhtem, mercijským králem Offou a wessexským králem Inem.
Zdá se, že jeden z Æthelberhtových zákonů uchovává náznak velmi starého zvyku: ve třetím ustanovení zákoníku je uvedeno, že „pokud král pije v domě člověka a kdokoli se tam dopustí jakéhokoliv zlého skutku, musí zaplatit dvojnásobnou náhradu.“ Pravděpodobně se to týká starodávného zvyku krále, který cestoval po své zemi, byl hoštěn a materiálně zajišťován svými poddanými kdekoliv, kam dorazil. Královští služebníci si tato práva zachovali celá staletí po Æthelberhtově době.
Ustanovení 77–81 v zákoníku byla interpretována jako popis finančních práv ženy po rozvodu nebo rozluce. Tyto klauzule definují, kolik si z majetku domácnosti může žena uchovat za různých okolností, kupříkladu v závislosti na tom, zda se stará o děti. Nedávný výklad však navrhuje, že by bylo správnější interpretovat tato ustanovení jako týkající se žen ovdovělých, a nikoliv rozvedených.

## Obchod a ražba mincí

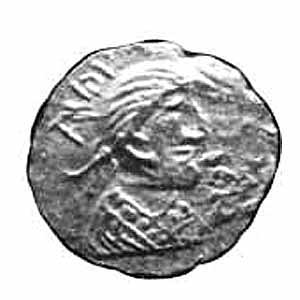
Thrymsa z období vlády Æthelberhtova syna krále Eadbalda; není známo, že by některá z mincí nesla Æthelberhtovo jméno, ačkoli mohly být za jeho vlády raženy

O povaze obchodu v Æthelberhtově Kentu hovoří jen málo listinných pramenů. Je známo, že kentští králové zavedli královskou kontrolu nad obchodem koncem 7. století, ale nevíme, jak brzy tato kontrola začala. Existují archeologické důkazy naznačující, že královský vliv se uplatnil dříve, něž byl zaznamenán v dochovaných písemných pramenech. Dle náznaků bylo jedním z Æthelberhtových úspěchů odejmutí kontroly nad obchodem, kterou dříve měla aristokracie, a vytvoření královského monopolu na obchod. Obchod s kontinentální Evropou poskytl Kentu přístup k luxusnímu zboží, což mu dávalo výhodu v obchodování s ostatními anglosaskými královstvími, přičemž příjmy z obchodu byly samy o sobě důležité.
Před rokem 600 se v Kentu vyráběly skleněné poháry a šperky. Kentští klenotníci byli velmi zruční a před koncem 6. století získali přístup ke zlatu. Zboží z Kentu se nachází na pohřebištích podél kontinentálního pobřeží Lamanšského průlivu a dále až po ústí řeky Loiry. Není známo, co Kent výměnou za celé toto bohatství získával, i když se zdá pravděpodobné, že kvetl obchod s otroky. Je možné, že toto bohatství bylo základem Æthelberhtovy síly, ačkoli jeho hegemonie nad dalšími království a související právo požadovat od nich tribut přinášela zase další bohatství.
Pravděpodobně během Æthelberhtova panování byly raženy první mince v Anglii od odchodu Římanů. Žádná jeho jméno nenese, je ale pravděpodobné, že první mince pocházejí z konce 6. století. Tyto rané mince byly zlaté a pravděpodobně to byly šilinky (scillingy ve staroangličtině), které jsou uvedeny v Æthelberhtových zákonech. Tyto mince jsou numismatikům také známy jako „thrymsy“.

## Smrt a nástupnictví

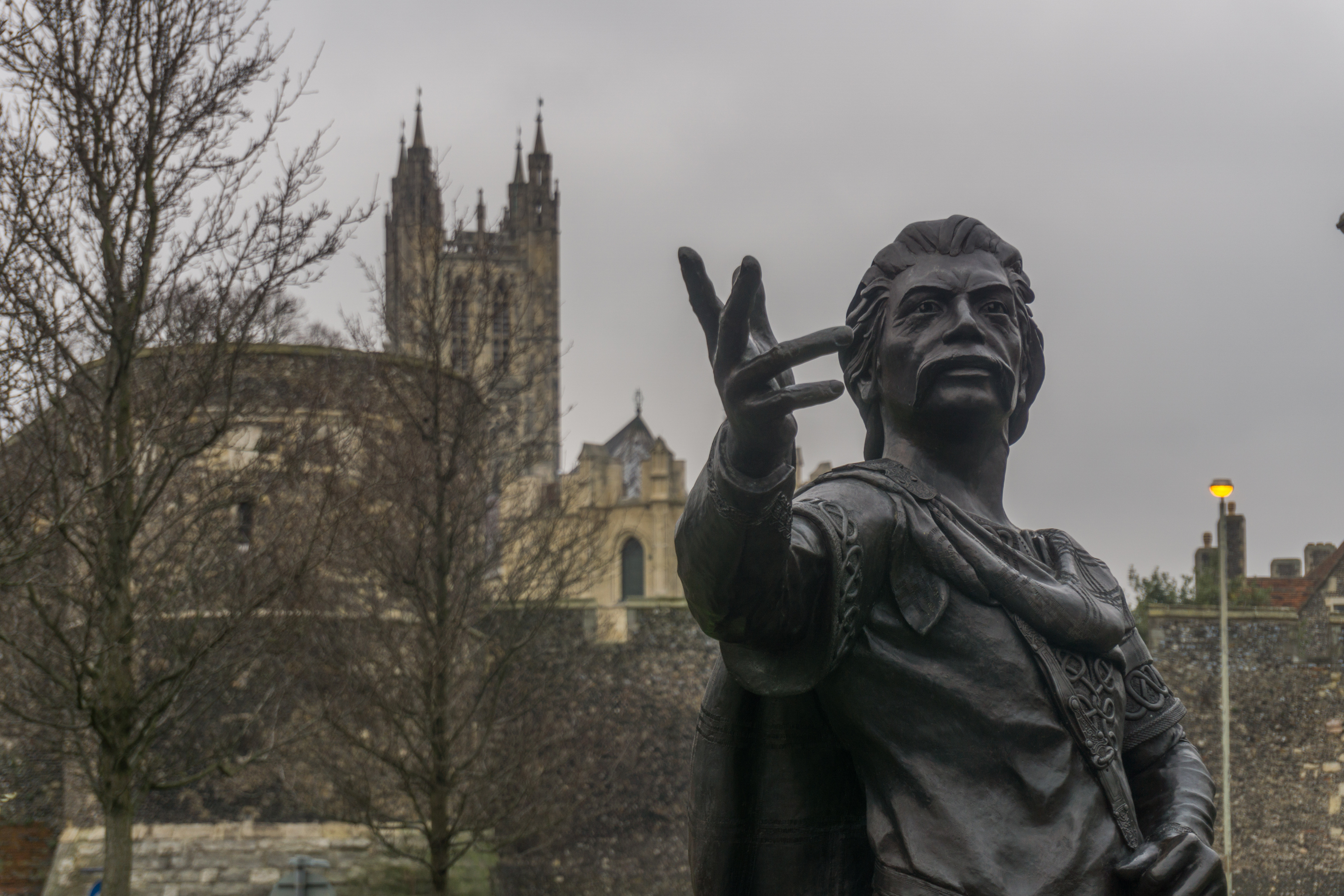
Æthelberhtova socha s canterburskou katedrálou v pozadí

Král Æthelberht zemřel 24. února 616. Po něm nastoupil jeho syn Eadbald, který křesťanem nebyl. Sv. Beda Ctihodný říká, že konvertoval ke křesťanství, ale potom se vrátil ke své pohanské víře, ačkoliv nakonec se křesťanským králem stal. Král Eadbald pobouřil církev tím, že se oženil se svou nevlastní matkou, což bylo v rozporu s církevním právem, a odmítl přijmout křest. Přibližně v této době zemřel také král Východních Sasů Sæberht. Po něm nastoupili ho jeho tři synové, z nichž žádný nebyl křesťanem. Následná vzpoura proti křesťanství a vyhnání misionářů přišlých z Kentu mohla být reakcí na kentskou dominanci po Æthelberhtově smrti, stejně tak jako pohanská opozice vůči křesťanství.
Je možné, že kromě Eadbalda měl král Æthelberht ještě jednoho syna jménem Æthelwald. Jako důkaz slouží papežský dopis arcibiskupu z Canterbury v letech 619–625, kterým v té době byl sv. Justus. Dopis se týká krále jménem Aduluald, které se zjevně liší od jména Audubald, jež odkazuje na Eadbalda. Mezi současnými historiky není shoda na tom, jak to interpretovat: „Aduluald“ mohl být zamýšlen jako přepis jména „Æthelwald“, a tedy náznak jiného krále, možná podkrále západního Kentu. Anebo to může být pouhá písařova chyba, kterou je třeba chápat jako odkaz na krále Eadbalda.

## Liturgické uctívání
Král Æthelberht byl později považován za svatého kvůli své roli při šíření křesťanství mezi Anglosasy. Jeho svátek byl původně slaven 24. února, ale toto datum bylo změněno na 25. února. Ve vydání Římského martyrologia z roku 2004 je uvedený s datem smrti 24. února s vyzdvižením zásluh: „Král Kentu, obrácen na víru biskupem sv. Augustinem, první vůdce anglického lidu, který tak učinil. Římskokatolická arcidiecéze Southwark, která zahrnuje také Kent, si ho připomíná 25. února. Spolu se svou manželkou Berthou je uctíván v liturgickém kalendáři Episkopální církve (USA) 27. května.
Je také uctíván v pravoslavné církvi jako sv. Ethelbert, král Kentu. Jeho dnem je 25. únor.